# 300 TCN
300 TCN là một năm trong lịch Julius. 